# Мукунда Датта
Муку́нда Да́тта (IAST: Mukunda Datta) — кришнаитский святой, живший в Бенгалии и Ориссе в конце XV — первой половине XVI века.
В детстве, Мукунда Датта учился в одной школе с Чайтаньей в Навадвипе. Описывается, что у Мукунды был мелодичный голос и что он «хорошо разбирался в хитросплетениях музыкальных размеров и раг». Мукунда умел «настраиваться на сердце» Чайтаньи и петь песни, гармонировавшие с его чувствами. Также говорится, что Чайтанья принял санньясу под киртан Мукунды. Мукунда продолжал служить Чайтанье и после того, как тот поселился в Пури.
Однажды, в доме Шривасы Пандита в Маяпуре, Чайтанья благословил всех присутствовавших вайшнавов, кроме Мукунды. Говорится, что Чайтанья сделал это потому, что тот оскорбил бхакти, поставив её на один уровень с кармой, джнаной и даже философией майявады, в своих беседах с приверженцами этих путей. «Действуя подобно хамелеону», Мукунда прославлял бхакти перед вайшнавами, а затем обсуждал мирские темы с невайшнавами и имперсонализм с майявади. Описывается, что с целью искупить своё оскорбление, Мукунда решил совершить самоубийство. Когда Мукунда спросил Чайтанью, сможет ли он получить его милость в будущей жизни, Чайтанья ответил, что это будет возможно только спустя миллион рождений. Услышав, что когда-то в будущем он обретёт милость Чайтаньи, Мукунда необычайно обрадовался, начал прыгать и кричать: «Харибол! Только миллион рождений, только миллион рождений!» Говорится, что при виде этого сердце Чайтаньи полностью растаяло и он благословил Мукунду, сказав, что благодаря его вере и убеждённости, все его оскорбления немедленно улетучились.
Согласно гаудия-вайшнавскому богословию, Мукунда Датта в вечных играх Кришны — пастушок Мадхукантха, «человек с медово-сладким горлом». В области 64 самадхи во Вриндаване расположен пушпа-самадхи Мукунды Датты.